# Aileen Baviera

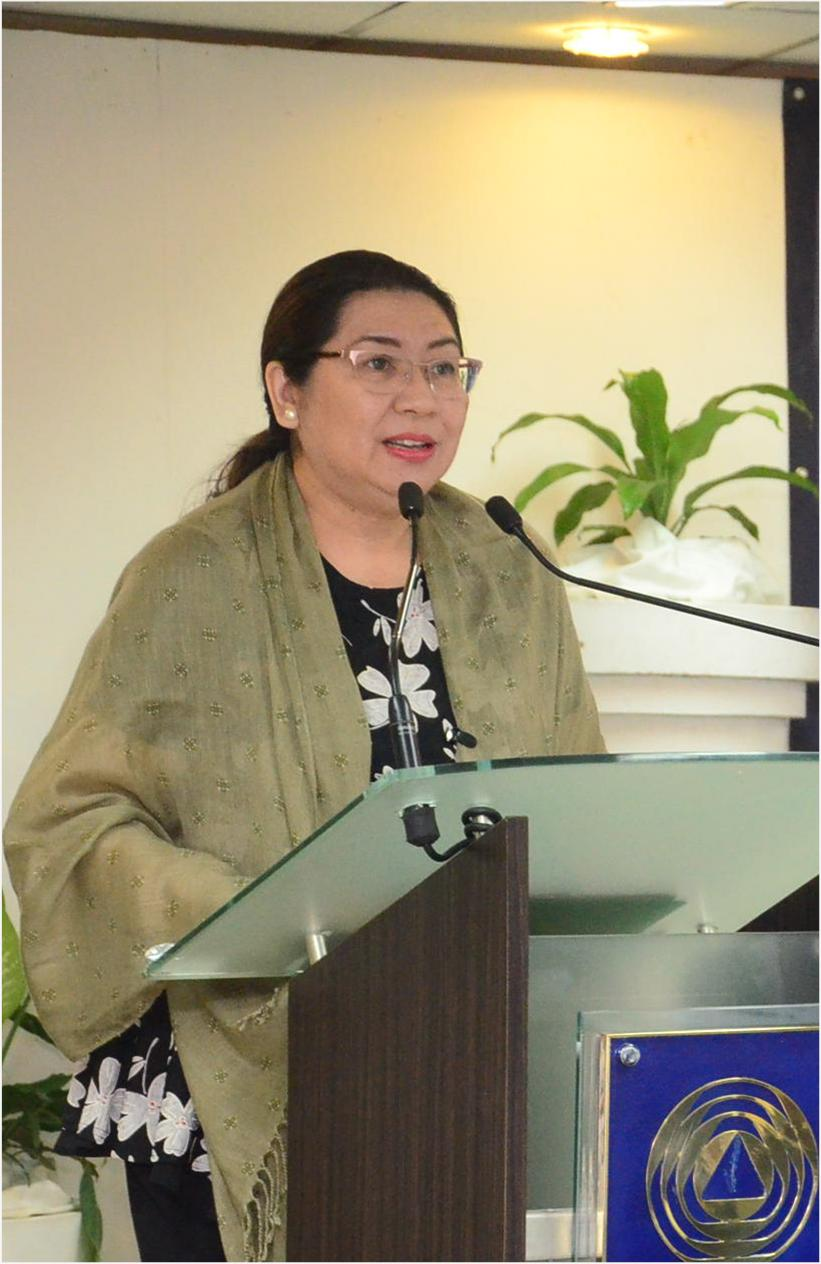
Aileen Baviera (2016)

Aileen S.P. Baviera (* 26. August 1959; † 21. März 2020 in Manila, Philippinen) war eine philippinische Politologin und Sinologin. Sie war eine der führenden China-Experten ihres Landes.

## Werdegang
Im Oktober 1979 erhielt sie einen Bachelor of Science in Foreign Service, cum laude an der University of the Philippines. Als Auslandsstudentin für moderne chinesische Geschichte an der Universität Peking durfte sie von 1981 bis 1983 erstmals in China forschen. Sie lernte die chinesische Sprache, erhielt ein Diplom des Beijing Language Institute und bereiste den Norden und Westen des Landes. 1987 erhielt Baviera einen Master of Arts in Asienstudien, mit Spezialisierung für China und Ostasien. 2003 folgte der Doktortitel in Politikwissenschaften.
Von 1980 bis 1986 war sie als Forscherin und Ausbilderin im Foreign Service Institute des Außenministeriums tätig. Bis 1990 unterrichtete sie an der Fakultät für Politikwissenschaften der University of the Philippines und dann bis 1993 als Forschungskoordinatorin am Philippine-China Development Resource Center. Von Juni 1993 bis Mai 1998 war Baviera Leiterin des Center for International Relations and Strategic Studies des Foreign Service Institute und unterrichtete parallel von 1996 bis 1997 an der Fakultät für Politikwissenschaften der Ateneo de Manila University.
Von Juni 1998 bis Dezember 2001 war Baviera Exekutivdirektorin des Philippine-China Development Resource Center und gleichzeitig bis Juni 2005 Associate Professor im University of the Philippines Asian Center. Von September 2003 bis Oktober 2009 war sie zudem Dekanin des Asian Centers. Ab Juli 2005 war sie Full Professor und ab Juli 2010 Chefredakteur für Asian Politics & Policy der Policy Studies Organization in Washington, D.C. Zuletzt war sie Präsidentin und CEO der Asia Pacific Pathways to Progress Foundation.
Baviera starb am frühen Morgen des 21. März 2020 im San Lazaro Hospital in Manila an einer Lungenentzündung, verursacht durch das SARS-CoV-2-Virus. Sie war am 12. März aus Paris zurückgekehrt, wo sie sich als Teilnehmerin eines Kongresses angesteckt hatte.

## Veröffentlichungen (Auswahl)
- Contemporary Political Attitudes and Behavior of the Chinese in Metro Manila, 1994.
- Regional Security in East Asia: Challenges to Cooperation and Community Building, 2008.